# Geoff Horsfield
Geoffrey Malcolm Horsfield, più conosciuto con il diminutivo Geoff Horsfield (Barnsley, 1º novembre 1973) è un allenatore di calcio ed ex calciatore inglese, di ruolo attaccante.

## Biografia
Era soprannominato Big Horse.

## Caratteristiche tecniche
Era un centravanti.

## Carriera

### Giocatore
Inizia a giocare a livello dilettantistico, nella Barnsley Sunday League, all'età di 16 anni con l'Atherton Recreation; dopo aver sostenuto (e non superato) un provino con il Barnsley, va a giocare in Northern Counties East League (ottava divisione) con il Worsbrough Bridge. In seguito, nel 1992 firma un contratto professionistico con lo Scarborough, club della quarta divisione inglese, con cui nella stagione 1992-1993 realizza una rete in 6 presenze, a cui aggiunge ulteriori 6 presenze senza reti nella stagione successiva. Nella parte conclusiva della stagione 1993-1994 gioca invece 9 partite senza mai segnare in Football Conference (quinta divisione e più alto livello calcistico inglese al di fuori della Football League). Al termine della stagione 1993-1994 riprende la sua occupazione come muratore che aveva temporaneamente abbandonato nel biennio precedente e va a giocare in Northern Premier League (sesta divisione) con i semiprofessionisti del Guiseley (dove ritrova Ray McHale, l'allenatore che l'aveva portato allo Scarborough); trascorre poi gli ultimi mesi della stagione 1995-1996 sempre nella medesima categoria al Witton Albion, dove subisce un grave infortunio ad un ginocchio. Nell'estate del 1996 fa ritorno all'Halifax Town, che lo acquista per 3 000 sterline; qui, nella stagione 1996-1997 gioca 24 partite e segna 9 reti, una delle quali all'ultima giornata decisiva per evitare la retrocessione del club. L'anno seguente diventa invece capocannoniere del campionato con 30 reti in 40 presenze, contribuendo così alla vittoria del campionato da parte dell'Halifax Town.
A partire dalla stagione 1998-1999 lascia quindi nuovamente (questa volta in modo definitivo) il lavoro come muratore per giocare da professionista: dopo 7 reti in 10 presenze in quarta divisione con l'Halifax Town, nell'ottobre del 1998 viene ceduto per 300 000 sterline (più una clausola che lasciava all'Halifax Town una percentuale su tutti i ricavati delle sue future cessioni) al Fulham, club di terza divisione; qui, con 15 reti in 28 presenze, gioca un ruolo importante nella vittoria del campionato da parte dei Cottagers, con cui nella stagione 1999-2000 realizza poi 7 reti in 31 presenze in seconda divisione. Nel luglio del 2000 Horsfield viene ceduto al Birmingham City per 2,25 milioni di sterline, all'epoca l'acquisto più costoso nella storia del club (il che fruttò un ulteriore incasso di 350 000 sterline all'Halifax Town), altro club di seconda divisione, con cui firma un contratto di cinque anni.
Con questa nuova maglia nel corso della stagione 2000-2001 realizza 8 reti in 36 partite di campionato (includendo anche 2 presenze ed una rete nei play-off) e, con 12 reti fra tutte le competizioni ufficiali, risulta essere il capocannoniere stagionale del club; Horsfield gioca in particolare un ruolo importante in Coppa di Lega, competizione in cui con 4 reti in 6 partite (compresa una doppietta nella semifinale di ritorno) è decisivo per la qualificazione alla finale contro il Liverpool, poi persa ai rigori dal suo club (Horsfield gioca da titolare anche la finale, venendo però sostituito a partita in corso prima del raggiungimento dei calci di rigore. Nel corso della stagione 2001-2002 gioca invece un ruolo determinante nella promozione in prima divisione ottenuta dalla sua squadra: dopo aver segnato 11 reti in 40 partite di campionato, gioca infatti tutte e 3 le partite dei play-off e segna il gol del definitivo pareggio nella finale contro il Norwich City, che verrà poi decisa in favore del Birmingham City ai calci di rigore. Nella stagione 2002-2003, all'età di 29 anni, Horsfield esordisce quindi in prima divisione: segna il suo primo gol in questa categoria il 16 settembre 2002, nel derby di Birmingham contro l'Aston Villa, contro cui peraltro segna anche nella partita di ritorno. Nel complesso, però, pur giocando 31 partite e segnando 5 reti, viene utilizzato dall'allenatore Steve Bruce soprattutto a partita in corso, cosa che si ripropone anche nelle prime giornate del campionato successivo, in cui Horsfield gioca ulteriori 3 partite in massima serie: non riuscendo però ad avere un posto da titolare chiede la cessione e, nel settembre del 2003, viene accontentato passando per 500 000 sterline al Wigan, club di seconda divisione, dove resta di fatto però per soli 3 mesi, nei quali mette peraltro a segno 7 reti in 16 partite di campionato. Nel dicembre del 2003 passa infatti per 1 milione di sterline al West Bromwich, altro club di seconda divisione, con cui nella rimanente parte di stagione mette a segno 7 reti (la prima delle quali il 9 gennaio 2004 contro il Walsall) in 20 presenze, arrivando così ad un bilancio stagionale di 36 presenze e 14 reti in seconda divisione. Il club a fine stagione viene promosso in prima divisione, categoria in cui Horsfield nel corso della stagione 2004-2005 gioca 29 partite realizzando però solamente 3 reti, una delle quali all'ultima giornata contro il Portsmouth si rivela in compenso decisiva per il mantenimento della categoria.
L'inizio della stagione 2005-2006 si rivela molto positivo per Horsfield, che dopo aver firmato un nuovo contratto di due anni con il West Bromwich mette a segno 2 reti nelle prime 2 giornate di campionato: si tratta però di fatto delle sue ultime reti con il club, con cui nel corso della stagione gioca in totale 20 partite di campionato, arrivando così ad un bilancio totale di 73 presenze e 15 reti in partite ufficiali con il West Bromwich (tra cui 67 presenze e 14 reti in partite di campionato); nel febbraio del 2006 viene ceduto in prestito allo Sheffield Utd, con cui pur giocando solo 3 partite conquista la sua terza promozione in carriera dalla seconda alla prima divisione inglese, venendo riscattato per 1.2 milioni di sterline al termine della stagione, come già era stato precedentemente concordato dai due club al momento della precedente cessione in prestito. Di fatto comunque non gioca nessuna ulteriore partita di campionato con le Blades: nel settembre del 2006 viene ceduto in prestito fino al dicembre dello stesso anno con opzione per un acquisto a titolo definitivo al Leeds Utd, in seconda divisione: l'opzione non viene comunque poi esercitata, e Horsfield lascia il club nel gennaio del 2007, dopo 2 reti in 14 partite di campionato. Già pochi giorni più tardi passa però in prestito fino al termine della stagione al Leicester City, altro club di seconda divisione, dove però non ha miglior fortuna rispetto al prestito precedente: anche con le Foxes segna infatti solamente 2 gol, questa volta in 13 presenze. Nell'estate del 2007, complice l'arrivo sulla panchina dello Sheffield United di Bryan Robson (ex allenatore di Horsfield al West Bromwich), l'attaccante viene in un primo momento tenuto nella rosa delle Blades, in seconda divisione (dopo la retrocessione dell'anno precedente): di fatto gioca però solamente 2 partite ufficiali, nel primo e nel secondo turno di Coppa di Lega, rispettivamente contro Chesterfield e MK Dons (nella seconda partita segna anche una rete, la sua prima in partite ufficiali con lo Sheffield United); il 31 gennaio 2008 viene poi ceduto in prestito fino a fine stagione allo Scunthorpe Utd, altro club di seconda divisione, con cui pur giocando 12 partite di campionato non va mai in rete. A fine stagione, il suo contratto in scadenza non viene rinnovato e rimane così senza squadra.
Nell'estate del 2008 sostiene un provino con il Chesterfield, rifiutando però poi il contratto che gli viene offerto dal club; in seguito, sostiene anche dei provini con Kettering Town e Walsall, che però si risolvono in un nulla di fatto; il 10 ottobre 2008 l'attaccante rivela che, tra i motivi del suo mancato ingaggio, c'erano anche i suoi problemi di salute: soffriva infatti di un tumore ad un testicolo, che secondo il parere dei medici che l'avevano in cura gli avrebbe impedito anche in futuro di tornare a giocare; in realtà, già da fine dicembre 2008 la sua migliorata situazione sanitaria gli consentì di pensare di tornare nel mondo del calcio, come giocatore o al limite con un ruolo da allenatore: dopo un provino di una settimana allo scopo di verificarne le condizioni fisiche, il 2 gennaio 2009 firma un contratto fino a fine stagione con il Lincoln City allenato dal suo ex compagno di squadra Peter Jackson, club militante in quarta divisione. Il suo esordio con la nuova maglia avviene il successivo 12 gennaio contro il Brentford, e nell'occasione serve l'assist per il gol del definitivo 2-2 al suo compagno di squadra Anthony Elding; il 27 gennaio segna invece il suo primo gol stagionale, decidendo la sfida contro il Gillingham, terminata per 2-1 in favore degli Imps. Pur giocando complessivamente 17 partite di campionato, quella contro il Gillingham resta la sua unica rete stagionale: per questo motivo, a fine stagione il suo contratto non viene rinnovato. Nel luglio del 2009 Micky Adams, allenatore del Port Vale, lo ingaggia però con il doppio ruolo di vice allenatore e di giocatore; dopo aver giocato da titolare nelle prime quattro partite della stagione (nonostante fosse costretto ad assumere antidolorifici in quanto giocava con una mano rotta), finisce però per concentrarsi principalmente sul ruolo manageriale, giocando solamente altre 5 partite in tutto il resto della stagione (chiudendo quindi la Football League Two 2009-2010 con 9 presenze senza reti). Si tratta peraltro della sua ultima parentesi da calciatore: nell'estate del 2010 il Port Vale lo mantiene infatti in squadra come vice allenatore, facendogli però abbandonare il ruolo aggiuntivo di giocatore. Torna brevemente in attività nel marzo del 2013, quando gioca per alcuni mesi (precisamente fino al termine della stagione 2012-2013) con i semiprofessionisti dell'Alvechurch, in Midland Football Alliance (nona divisione), vincendo anche una Worcestershire Senior Urn.
In carriera ha totalizzato 330 presenze e 72 reti nei campionati della Football League, oltre ad 83 presenze e 46 reti in Football Conference.

### Allenatore
Nel dicembre del 2010, complice l'esonero di Adams, Horsfield viene nominato allenatore ad interim dei Valiants, in coppia con Mark Grew. La prima partita in carica per la coppia di allenatori ad interim è una sconfitta per 5-0 sul campo del Rotherham Utd, che viene però seguita da una vittoria casalinga per 2-1 contro il Burton Albion, a seguito della quale viene comunque assunto come nuovo allenatore Jim Gannon, che inizialmente mantiene Horsfield in squadra come suo vice. Tuttavia, il 25 febbraio 2011 durante una trasferta in autobus ad Aldershot Gannon e Horsfield litigarono duramente, il che portò all'allontanamento di quest'ultimo dalla squadra. Tuttavia, dopo un'inchiesta interna al club, la dirigenza decise di reintegrare Horsfield nel suo ruolo di vice. Peraltro, il successivo 21 marzo Gannon venne esonerato e sostituito da Grew come allenatore ad interim, con Horsfield che mantenne il ruolo di vice anche con quest'ultimo. Nell'estate del 2011 dopo aver partecipato alla preparazione precampionato con il Port Vale (venendo anche a sorpresa schierato in campo in alcune partite amichevoli) vien riconfermato come vice, ma al termine della stagione 2011-2012 decide di dimettersi e di fatto lascia definitivamente il mondo del calcio (con la già citata eccezione dei pochi mesi trascorsi giocando all'Alvechurch l'anno seguente).

## Palmarès

### Club

#### Competizioni nazionali
- Football Conference: 1

Halifax Town: 1997-1998
- Campionato inglese di terza divisione: 1

Fulham: 1998-1999

#### Competizioni regionali
- West Riding County Cup: 1

Guiseley: 1994-1995
- Worcestershire Senior Urn: 1

Alvechurch: 2012-2013

### Individuale
- Capocannoniere della Football Conference: 1

1997-1998 (30 gol)